# دیسک کهکشانی

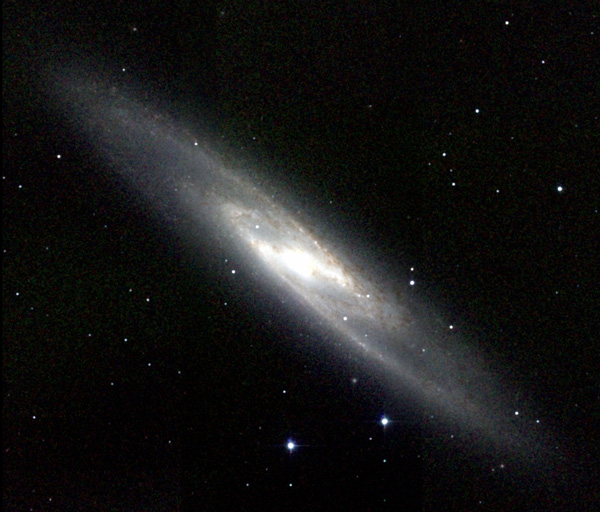
کهکشان سنگ‌تراش (NGC 253) نمونه‌ای از یک کهکشانی دیسکی است.

دیسک کهکشانی (انگلیسی: Disc) بخشی از کهکشان دیسکی است. مانند کهکشان مارپیچی و کهکشان عدسی. دیسک کهکشانی صفحه‌ای است که مارپیچ‌ها، میله‌ها و دیسک کهکشان‌های این انواع در آن جای گرفته‌اند. در دیسک‌های کهکشانی، گاز و غبار و همین‌طور ستاره‌های جوان‌تری نسبت به برآمدگی کهکشانی یا هاله ماده تاریک وجود دارد. دیسک از گاز و غبار و ستاره تشکیل شده‌است. بخش گرد و غبار آن را دیسک گازی و بخش دارای ستاره آن را دیسک ستاره‌ای گویند.